# Ардон (Лоаре)
Ардон (фр. Ardon) насеље је и општина у централној Француској у региону Центар (регион), у департману Лоаре која припада префектури Орлеан.
По подацима из 2011. године у општини је живело 1100 становника, а густина насељености је износила 20,5 становника/km². Општина се простире на површини од 53,65 km². Налази се на средњој надморској висини од 110 метара (максималној 123 m, а минималној 98 m).

## Демографија
| 1962. | 1968. | 1975. | 1982. | 1990. | 1999. | 2011. |
| ----- | ----- | ----- | ----- | ----- | ----- | ----- |
| 372   | 348   | 536   | 700   | 731   | 851   | 1.100 |

График промене броја становника у току последњих година